# Урайб аль-Мамунія
Урайб аль-Мамунія (араб. عريب المأمونية, 181/797–98, або 277/890–91) — кайна (рабиня, навчена мистецтву розваг) раннього періоду Аббасидів, яка була охарактеризована як «найвідоміша співачка-рабиня, яка коли-небудь жила при багдадському дворі». Вона дожила до 96 років, і її кар'єра охопила двори п'яти халіфів.

## Життя і творчість
Урайб була дружиною або наложницею аль-Мамуна. Народившись у 797 році, вона стверджувала, що є дочкою Джаафара ібн Яг'ї Бармакі, Бармакіда, викраденого та проданого в дитинстві, коли Бармакідів позбавили влади. Її купив аль-Амін, який потім взяв її улюбленою наложницею. Після смерті Аміна у 813 році її купив аль-Мамун. Вона була відомою поетесою, співачкою та музиканткою.

Основним джерелом життя Урайб є «Кітаб аль-Агані» десятого століття Абу ль-Фараджа аль-Ісфахані:
Як і її однолітки Урайб зналася на поезії, композиції та музичному виконанні, а також володіла багатьма іншими навичками, серед яких нарди, шахи та каліграфія. Її улюбленим інструментом був уд (арабська лютня), і цю перевагу вона передавала своїм ученицям, але, перш за все, її вирізняли спів і композиція. Посилаючись на одне зі своїх ключових джерел, Ібн аль-Мутаззіма, Абу-ль-Фарадж згадує колекцію зошитів (dafātir) та окремих аркушів (ṣuḥuf), що містять її пісні. Кажуть, що їх налічувалося близько 1 000. Щодо її співу, Абу-ль-Фарадж стверджує, що вона не знала собі рівних серед свого покоління. Він ставить її, єдину з-поміж них, до легендарних дів раннього ісламського періоду, співачок, відомих під загальною назвою «хіджазіят».
Народжена в Багдаді, Ірак, за чутками, у середні віки Урайб була дочкою візира Джафара аль-Бармакі, ключового члена Бармакидів, і однієї з домашніх прислуг сім'ї, Фатіми. Сучасні дослідники ставлять під сумнів цю версію її походження. У будь-якому випадку, вона явно була рабинею протягом важливих частин свого раннього життя, незалежно від того, чи народилася в рабстві, чи була продана в рабство десятирічною після розпаду її сім'ї. У власній поезії Урайб двічі висловлює протест проти її рабського статусу, і її підтримав Аль-Мутасим Біллах (833—842). Вона нібито стала улюбленою співачкою халіфа Абдуллаха аль-Мамуна (813—833).
Збережені твори Урайб та пов'язані з ними анекдоти свідчать не лише про її поетичні здібності, а й про життя, в якому вона мала низку стосунків із коханцями та покровителями-чоловіками, що вказує на те, що «Урайб, як і багато її сучасниць, була наложницею, а також співачкою, коли цього вимагали обставини». Схоже, що вона утримувала власну значну свиту і була землевласницею. Одна з найвідоміших історій, пов'язаних з нею, стосується співочого конкурсу, в якому вона та її співачки перемогли молодшу суперницю Шарію та її трупу. Свідчення вказують на постать, яка була «вольовою, глибоко розумною, нетерплячою до менш розумних і, можливо, неминуче спантеличеною і часто цинічною».
Ось приклад вірша Урайб:
Для тебе зрада — це чеснота, у тебе багато облич і десять язиків.
Я здивована, що моє серце все ще чіпляється за тебе, незважаючи на те, що ти мені заподіяв.
Якщо рання біографічна інформація правильна, Урайб померла у Самаррі в липні–серпні 890 року у віці дев'яносто шести років.